# Алтайский район (Хакасия)
Алта́йский райо́н (хак. Алтай аймағы) — административно-территориальная единица и муниципальное образование (муниципальный район) в составе Республики Хакасия Российской Федерации.
Административный центр — село Белый Яр.

## География
Алтайский район расположен в Койбальской степи, в Абакано-Енисейском междуречье. На востоке естественным рубежом, отделяющим район от правобережья — Красноярского края, является река Енисей. На западе река Абакан отделяет от Усть-Абаканского района. На юге находится Бейский район, на севере — город Абакан, столица Республики Хакасия.
Расстояние до ближайшей железнодорожной станции и аэропорта в Абакане — 25 км. Площадь муниципального района — 1710,53 км².
На территории района расположено Ново-Михайловское нефтегазовое месторождение, а также озеро Алтайское, на котором находится Алтайское месторождение лечебных грязей.

## История
В годы Гражданской войны на территории современного Алтайского района развивались боевые действия. 24—25 ноября 1919 отряды А. Д. Кравченко и П. Е. Щетинкина освободили от белогвардейцев сёла. Подсинее, Кирово, Очуры.
В соответствии с указом Президиума Верховного Совета Союза ССР в январе 1944 года был организован Алтайский район с райцентром в селе Алтай.
Выделенные территории соседних районов:
- Минусинского района Красноярского края — 5 сельских советов, 12 колхозов;
- Бейского района Хакасской АО Красноярского края — 3 сельских совета, 6 колхозов;
- Аскизского района Хакасской АО — 1 сельский совет, 2 колхоза;
- Усть-Абаканского Хакасской АО — 2 сельсовета, 4 колхоза.

Бывший райцентр село Алтай был расположен от железной дороги и областного центра на расстоянии 50-ти километров, что затрудняло установление связи и передвижение за отсутствием дорог и наличием препятствием естественных преград. Телефонная связь осуществлялась через Минусинский район. Это тормозило оперативное сообщение с областным центром.
В селе Алтай имелось два колхоза с общим населением 1074 человека, не было свободного жилого фонда, ввиду чего имелась большая скученность населения. Перспектив для строительства жилых помещений и районных учреждений не представлялось из-за отдаленности леса. Он находился от райцентра в 80-100 км, топливная база на расстоянии 60 км. Районные органы власти и организации не имели достаточного количества автогужевого транспорта, что лишало возможности бесперебойного снабжения топливом учреждений, больниц, школ. В силу этих причин в селе Алтай не предоставлялось возможности разместить организации и учреждения. Поэтому они были размещены в других населённых пунктах на расстоянии от 12 до 45 км. Райисполком выступил с ходатайством перед исполкомом Хакасского облсовета о перемещении райцентр из села Алтай в село Белый Яр.
Село Белый Яр расположено на берегу реки Абакан.  Река Абакан являлась сплавной магистралью, по которой ежегодно сплавлялось несколько сот тысяч кубометров леса. Это село являлось крупным населённым пунктом с населением 2005 человек, где имелся один совхоз «1 Мая» с закреплёнными угодьями площадью 19727 га. Здесь имелось достаточно свободного жилого фонда, который вполне позволял разместить райисполком и РК ВКП(б).
В марте 1945 года райцентр Алтайского района переведен из села Алтай в село Белый Яр.
На капиталовложения райцентра, на строительство типовых помещений под организации и учреждения района было затрачено государственных средств на общую сумму 2834224 рубля.
Были построены типовой районный Дом культуры, райветлечебница, райбольница, маслопром, электростанция, райпромкомбинат, контора связи и другие объекты для районных организаций и учреждений.
В Белом Яре имелось жилого фонда: 318 квартир с площадью 5820 м², из этого числа с 1945 по 1951 годы было построено 96 домов.

## Население
| 1959    | 1970    | 1979    | 1989    | 2002    | 2003    | 2004    | 2005    | 2006    |
| ------- | ------- | ------- | ------- | ------- | ------- | ------- | ------- | ------- |
| 20 969  | ↘19 069 | ↗19 194 | ↗22 237 | ↗23 894 | ↗23 900 | ↗26 200 | ↘26 100 | ↘25 700 |
| 2007    | 2008    | 2009    | 2010    | 2011    | 2012    | 2013    | 2014    | 2015    |
| ↘25 600 | →25 600 | ↘23 430 | ↗25 559 | ↘25 500 | ↗25 649 | ↗25 805 | ↗25 926 | ↗25 962 |
| 2016    | 2017    | 2018    | 2019    | 2020    | 2021    |         |         |         |
| ↗25 983 | ↘25 966 | ↘25 797 | ↘25 444 | ↘25 346 | ↘24 000 |         |         |         |

## Административное деление
Алтайский район как административно-территориальная единица включает 9 сельсоветов.
В состав одноимённого муниципального района входят 9 муниципальных образований со статусом сельских поселений.
| № | Муниципальное образование  | Административный центр | Количество населённых пунктов | Население (чел.) | Площадь (км²) |
| - | -------------------------- | ---------------------- | ----------------------------- | ---------------- | ------------- |
| 1 | Аршановский сельсовет      | село Аршаново          | 3                             | ↗1695            | 28,56         |
| 2 | Белоярский сельсовет       | село Белый Яр          | 2                             | ↘11 226          | 368,60        |
| 3 | Изыхский сельсовет         | посёлок Изыхские Копи  | 1                             | ↘1220            | 5,76          |
| 4 | Кировский сельсовет        | село Кирово            | 2                             | ↘1165            | 239,46        |
| 5 | Краснопольский сельсовет   | село Краснополье       | 2                             | ↘755             | 155,83        |
| 6 | Новомихайловский сельсовет | деревня Новомихайловка | 1                             | ↘777             | 119,31        |
| 7 | Новороссийский сельсовет   | село Новороссийское    | 5                             | ↘1964            | 391,73        |
| 8 | Очурский сельсовет         | село Очуры             | 2                             | ↘1599            | 206,56        |
| 9 | Подсинский сельсовет       | село Подсинее          | 1                             | ↗3599            | 16,96         |

### Населённые пункты
В Алтайском районе 19 населённых пунктов.
| №  | Населённый пункт | Тип | Население | Муниципальное образование  |
| -- | ---------------- | --- | --------- | -------------------------- |
| 1  | Алтай            |     | ↘276      | Кировский сельсовет        |
| 2  | Аршаново         |     | ↗1569     | Аршановский сельсовет      |
| 3  | Белый Яр         |     | ↘10 107   | Белоярский сельсовет       |
| 4  | Березовка        |     | ↘239      | Новороссийский сельсовет   |
| 5  | Герасимово       |     | ↗148      | Новороссийский сельсовет   |
| 6  | Изыхские Копи    |     | ↘1220     | Изыхский сельсовет         |
| 7  | Кайбалы          |     | ↗1119     | Белоярский сельсовет       |
| 8  | Кирово           |     | ↗1272     | Кировский сельсовет        |
| 9  | Краснополье      |     | →658      | Краснопольский сельсовет   |
| 10 | Летник           |     | ↘389      | Новороссийский сельсовет   |
| 11 | Лукьяновка       |     | ↗407      | Новороссийский сельсовет   |
| 12 | Монастырка       |     | ↘21       | Очурский сельсовет         |
| 13 | Новомихайловка   |     | ↘777      | Новомихайловский сельсовет |
| 14 | Новороссийское   |     | ↗993      | Новороссийский сельсовет   |
| 15 | Очуры            |     | ↗2067     | Очурский сельсовет         |
| 16 | Подсинее         |     | ↗3599     | Подсинский сельсовет       |
| 17 | Сартыков         |     | ↘269      | Аршановский сельсовет      |
| 18 | Смирновка        |     | ↘207      | Краснопольский сельсовет   |
| 19 | Хызыл-Салда      |     | ↗25       | Аршановский сельсовет      |

## Экономика
Ведущее место в экономике района занимает промышленный комплекс. Базовой отраслью является добыча полезных ископаемых — каменного угля.
К предприятиям добывающей промышленности Алтайского района относятся: ОАО «Разрез Изыхский», ООО «Разрез Аршановский», ООО «Разрез Белоярский», ООО "УК «Разрез Майрыхский», ООО Разрез «Кирбинский».
Сельскохозяйственная зона Алтайского района расположена на территории муниципальных образований Аршановского, Белоярского, Кировского, Краснопольского, Новороссийского, Новомихайловского и Очурского сельских поселений, охватывает земли сельскохозяйственного назначения, в частности пашни, сенокосы и пастбища ООО «Алтай», ООО «Андреевское», ООО «Бирюса», ООО АПК «Очуры», ООО «Аршановское», ООО «Вива-Лаб», ООО «Берегиня», ООО «СП Очурское», КФХ Поздняковой М. В. и других крестьянских фермерских хозяйств.

## Герб района

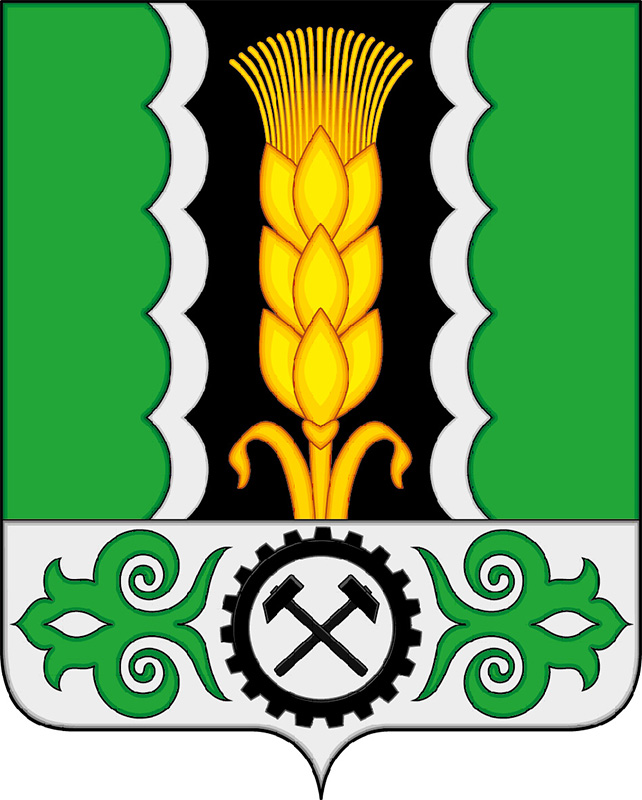
Герб Алтайского района

Герб Алтайского района, утвержден решением Совета депутатов Алтайского района от 18.02.2016 года № 13, отражает исторические, культурные, социально-экономические, национальные и иные местные традиции.
Обоснование символики: В центре полотнища на чёрном фоне (символ залежей каменного угля и нефтеносных месторождений) изображён мощный жёлтый колос с девятью зернами - символ развитого земледелия, символ богатых урожаев, достигаемых тружениками всех девяти сельских поселений составляющих единый район, а 19-ть остин колоса - аллегория всех населённых пунктов Алтайского района. Слева и справа от чёрного столба белым цветом изображены волны, символизирующие реки Абакан и Енисей, омывающие территорию муниципального образования. Зелёный цвет слева и справа от волн символизирует рукотворные (на островах рек) и естественные лесные боры, располагающиеся на территории района. Перекрещенные молот и молоток - символизируют промышленность района и высокую степень механизации сельского хозяйства. Национальный орнамент по сторонам от шестерни в виде богородской травы - символически указывает на принадлежность района Республике Хакасия. Зелёный цвет символизирует весну и природу, здоровье, молодость и надежду. Белый цвет (серебро) - символ чистоты, открытости, божественной мудрости, примирения. Чёрный цвет символизирует благоразумие, мудрость, скромность, честность и мудрость. Жёлтый цвет (золото) - символ высшей ценности, величия, богатства, урожая.
В  Государственном геральдическом регистре гербу Алтайского района присвоен регистрационный номер 10785.

## Флаг района

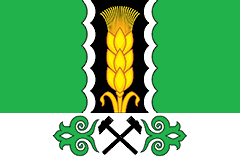
Флаг Алтайского района

Флаг Алтайского района Республики Хакасия, утвержден решением совета депутатов Алтайского района от 18.02.2016 № 14, является официальным символом Алтайского района. Флаг Алтайского района представляет собой прямоугольное двухстороннее полотнище с отношением ширины к длине 2:3, воспроизводящее фигуры из герба Алтайского района, выполненные зелёным, белым, чёрным, жёлтым и оранжевым цветом.

## Границы района
Границы с востока
С востока от узловой точки 7 муниципального образования Алтайский район на всем протяжении граничит с Минусинским и Шушенским районами Красноярского края. Граница начинается от горы Самохвал, проходит в юго-восточном направлении по протоке без названия, вверх по течению. Протяжённость участка 2,5 км. Далее граница идет по реке Енисей, против течения, до железнодорожного моста. Направление границ юго-западное, протяжённость участка 5,5 км. По реке Енисей в территорию муниципального образования входят острова № 1, 2, 3 и остров Совхозный. От железного моста до насосной станции садоводческого общества «Колягинские холмы» граница имеет разрыв (земли города Абакан). От насосной станции общества «Колягинские холмы» по реке Енисей и далее по протоке Сыроватка граница идет в юго-восточном направлении, против течения. Вдоль острова граница идет в прежнем направлении. Протяжённость участка 0,35 км. Затем, изменив направление на юго-западное, граница проходит по острову до протоки без названия. Протяжённость участка 0,382 км. В районе урочища Калягино в территорию муниципального образования входит группа островов Лохматый, Бохов, Малиновый. По протоке без названия граница проходит против течения в юго-восточном, южном направлении до урочища Арбузное. Протяжённость участка 19,0 км. Далее в южном и юго-восточном направлении вверх по течению протоки Степная. Затем по протокам Старый Енисей и Каменская граница идет в юго-восточном направлении. Протяжённость участка 15,0 км. От межевого знака № 54 граница идет в юго-восточном направлении по протоке Каменская, по фарватеру реки Енисей, против течения. Граница включает в территорию муниципального образования остров Талый, часть острова Большой Койский. В 2,35 км восточнее северной оконечности острова Большой Койский начинается Шушенский район, граница поворачивает на юг, пересекает остров и выходит к протоке Ильюшиха.

Протяжённость сухопутного участка границы 1,998 км. Далее на юго-восточном направлении границы проходит по протоке Ильюшихе, затем в южном направлении по протоке Степной. По протоке без названия огибает остров Барсучий с восточной стороны, далее по протоке Степной выходит к реке Енисей. По реке Енисей граница идет в юго-западном направлении и в районе острова Ойдак подходит к межевому знаку № 1. В границу муниципального образования входят острова Толстый, Звериная Коса, Пенистый и часть мелких островов без названия. Протяжённость участка 32,8 км. От северной оконечности острова Ойдак граница идет вверх по течению реки Енисей в юго-западном направлении.
Границы с запада

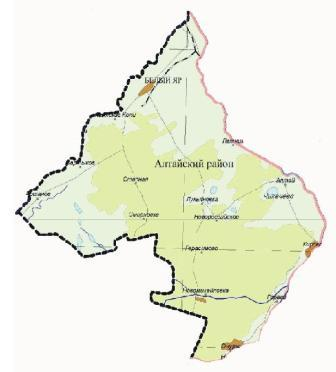
Контурная карта Алтайского района РХ

С запада муниципальное образование граничит с Бейским районом от узловой точки 8 на стыке границ Красноярского края, Бейского и Алтайского районов. Граница имеет общее северо-западное направление и на всем протяжении совпадает с границей Бейского района. Её южная точка находится в 2,1 км юго-западнее острова Очурский, вверх реки Енисей. На участке реки Енисей межевой знак № 16 граница пересекает Очурский бор, автодорогу Новоенисейка — Очуры. Протяжённость участка 1,9 км. От межевого знака № 16 до межевого знака № 25 граница проходит в том же направлении. Протяжённость данного участка 5,936 км. Далее граница от межевого знака № 39 идёт в северо-западном направлении. На участке протяжённостью 3,441 км граница проходит в 0,8 км южнее озера без названия, пересекает автодорогу Абакан — Саяногорск и подходит к оросительному каналу. От межевого знака № 44 до межевого знака № 56 граница проходит в северо-западном направлении, местами по оросительному каналу или по границе севооборотов. От межевого знака № 56 до межевого знака № 59, протяжённость участка — 2,564 км, граница проходит в 0,7 км южнее горы Черноозёрной и подходит к урочищу Кошара Балычева, в 2,65 км юго-западнее кошары меняет направление. Протяжённость участка 13,27 км.
Далее от межевого знака № 59 межевого знака № 64 граница проходит в северном направлении вдоль существующей линии электропередачи. Через 3,176 км меняет направление на восточное. Протяжённость восточного участка составляет 4,624 км. В 0,6 км от орошаемых земель, на угловом межевом знаке № 70, граница меняет направление на северо-западное, проходит по восточной береговой линии озера Чёрное и через гриву Черёмушки доходит до урочища Трёхозёрки. Здесь на межевом знаке № 78, несколько изменив направление на северо-западное, проходит вдоль границы пахотных земель до межевого знака № 83. Протяжённость данного участка составляет 9,850 км. От межевого знака № 83 до межевого знака № 1, протяжённость участка 4,107 км, граница проходит в северо-восточном направлении вдоль лесополосы и южнее Смирновского бора, в 1,0 км от него, меняет направление на юго-западное.
В районе села Очуры восточная граница переходит в южную и доходит до границы с Бейским районом, до узловой точки 8. В границу вошли острова Ойдак, Чаечные, Бобровый, Заречный, Очурский и пять островов без названия. Протяжённость участка 30,5 км.
Границы с юго-запада
Далее граница проходит в юго-западном направлении вдоль существующей высоковольтной линии до пересечения с автодорогой Белый Яр — Бея, до межевого знака № 84. Протяжённость участка 4,814 км. Вдоль автодороги граница идёт в юго-западном направлении до водоканала. Далее по каналу граница проходит в северо-западном направлении вдоль орошаемых земель до межевого знака № 1 (45). Протяжённость этого участка 3,2 км. От межевого знака № 45 до межевого знака № 51, протяжённость участка 4,786 км, направление границы юго-западное. Пересекает озеро Тираколь, сбросный канал в районе насосной станции и в 0,5 км от канала проходит к межевому знаку № 51. Далее граница проходит в юго-западном направлении вдоль существующей высоковольтной линии до пересечения с автодорогой Белый Яр — Бея, до межевого знака № 84. Протяжённость участка 4,814 км. Вдоль автодороги граница идёт в юго-западном направлении до водоканала. Далее по каналу граница проходит в северо-западном направлении вдоль орошаемых земель до межевого знака № 1 (45). Протяжённость этого участка 3,2 км. От межевого знака № 45 до межевого знака № 51, протяжённость участка — 4,786 км, направление границы юго-западное. Пересекает озеро Тираколь, сбросный канал в районе насосной станции и в 0,5 км от канала проходит к межевому знаку № 51.
Границы с северо-запада
Далее граница проходит в северо-западном направлении. От межевого знака № 51 до межевого знака № 62 имеет протяжённость 8,297 км. На данном участке граница дважды пересекает сбросной канал «Хакасводомелиорация», проходит через мелкие озёра без названий, в 0,6 км южнее овцефермы пересекает посадки облепихи и подходит к урочищу Алексей Бюрек. Здесь граница меняет направление на юго-западное, идёт в этом направлении 3,087 км и выходит к межевому знаку № 66, что находится в 0,4 км юго-западнее старой скважины. Изменив направление на северо-западное, граница проходит вдоль орошаемых земель АОЗТ «Аршановское», подходит к автодороге Аршаново — Шалгинов, пересекает дорогу и в 1,2 км от неё подходит к северной границе муниципального образования Алтайский район, до узловой точки 21.
От узловой точки 21, расположенной в 3 км юго-западнее села Аршанова и в 1,2 км севернее 24-го километра автодороги Абакан — Бея — аал Шалгинов, граница идёт по фарватеру реки Абакан до защитной дамбы села Белый Яр, перегораживающей эту реку. Протяжённость данного участка границы составляет 37,526 км. Далее граница переходит в русло реки Старый Абакан и на протяжении 14,51 км идёт по фарватеру этой реки до пересечения с мостом автодороги «Обход города Абакана».
Граница с Абаканом начинается северо-западнее деревни Кайбалы, от моста через реку Старый Абакан (узкая точка 19), и проходит по фарватеру реки в северо-восточном направлении до железнодорожного моста. От реки Старый Абакан граница проходит по реке Новый Абакан, вверх по течению, в южном направлении. По протоке без названия огибает с восточной стороны острова Долевой, Сухой и выходит к межевому знаку № 73. От межевого знака граница идёт в юго-восточном направлении к телевизионной станции «Орбита». Перед станцией «Орбита» поворачивает на юг и через 0,247 км выходит к автодороге «Подъезд к станции „Орбита“». Далее граница проходит вдоль автодороги в юго-восточном направлении, пересекает автодорогу Абакан — Саяногорск в районе стелы и по восточной границе орошаемых земель выходит к железнодорожному переезду на садоводческое общество «Подсинее». Пересекает железную дорогу и в 10 м от неё меняет направление на юго-западное. В юго-западном направлении граница проходит вдоль железной дороги на АО "Разрез «Изыхский», пересекает строящуюся автодорогу «Обход города Абакана», гравийную дорогу на карьер УМ-1. Протяжённость участка 375 км. От полосы отвода железной дороги граница проходит вдоль западной стороны автодороги на карьер керамзитовых глин УМ-1. Направление юго-восточное, протяжённость участка 2,47 км. Далее граница проходит в северо-западном направлении вдоль садоводческого общества «Колягинские холмы-2» до строящейся автодороги «Обход города Абакана». Протяжённость участка 1,2 км. Здесь граница, изменив направление на юго-восточное, проходит вдоль строящейся автодороги «Обход города Абакана» до поливных земель АО "АК «Алком». Протяжённость участка 1,8 км. Далее граница муниципального образования в северном направлении пересекает автодорогу «Обход города Абакана», проходит вдоль земель АО "АК «Алком» с западной, северной сторон, вновь пересекает эту дорогу и проходит к межевому знаку № 152. От межевого знака № 152 граница проходит в западном направлении вдоль земель садоводческого общества «Агро», огибает их с западной стороны и по южной границе земель садоводческого товарищества «Калягино» подходит к реке Енисей. Здесь граница проходит по урезу левого берега реки Енисей до восточной границы полосы отвода железной дороги Абакан — Тайшет. Вдоль восточной границы полосы отвода железной дороги граница проходит в северо-западном направлении до окраины разъезда Подсиний, обходит разъезд Подсиний с южной стороны и по оси улицы Курганная — до пересечения с улицей Баландиной. По оси улицы Баландиной граница проходит в восточном направлении до межевого знака № 20, отсюда поворачивает на северо-запад и вдоль восточной и северной окраины разъезда Подсиний подходит к восточной границе полосы отвода железной дороги Абакан — Тайшет. Вдоль полосы отвода железной дороги граница в северо-западном направлении доходит до межевого знака № 16 (у насосной станции коллектора). Далее граница в восточном направлении проходит вдоль водопровода садоводческого товарищества «Самохвал», пересекает автодорогу Абакан — Минусинск, до межевого знака № 15. От межевого знака № 15 граница проходит по подножию горы Самохвал с южной стороны до протоки реки Енисей (узловая точка № 7).

## Районное здравоохранение

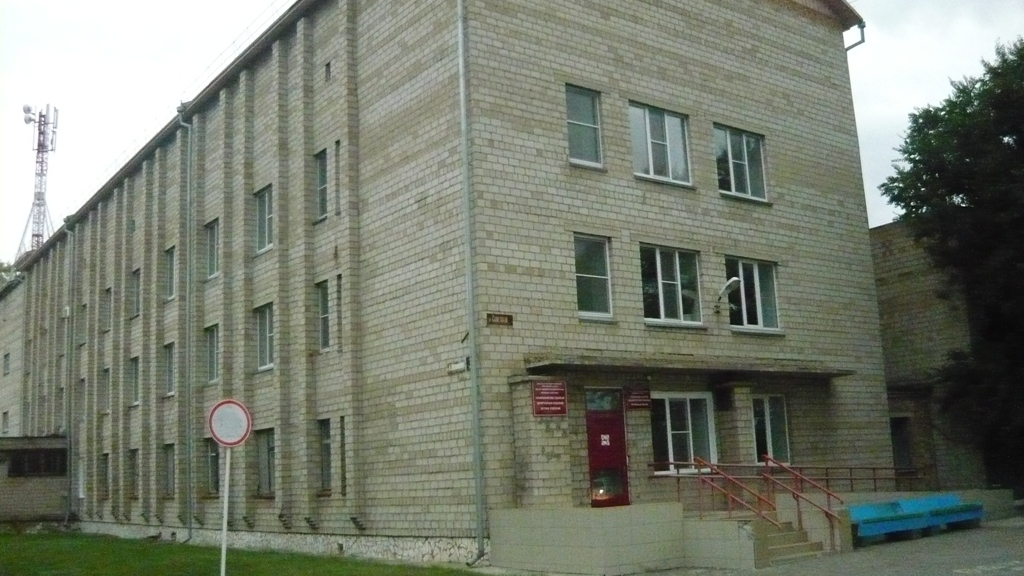
Фасад районной больницы

Формирование районного здравоохранения в Алтайском районе началось в начале 1940-х годов. В 1944 году построена районная больница, амбулатория с фельдшерским приёмом (фельдшер, акушерка). Пущен в строй стационар на 8 коек. Велась работа по дальнейшему расширению лечебного учреждения. К 1946 году заработали амбулатория, стационар на 20 коек под руководством главного врача И.Д.Коваленко. В 1952 году штат врачей Белоярской больницы составлял 8 человек, средних медицинских работников — 11. В стационаре было развернуто 35 коек, в том числе 8 родильных, а также 10 ФАПов, сестринский пункт, амбулатория, эпидемиологическая станция, 4 яслей.
В 1960 году районную больницу возглавил Золотников А.А. Поликлинический приём осуществляется по направлениям: хирургия, гинекология, педиатрия, офтальмология. Работой Новороссийской участковой больницы в эти годы руководила Березицкая З.Ф. К 1977 году расширено родильное отделение, фельдшерско-акушерские пункты переведены в новые двухквартирные дома с предоставлением жилья медицинским работникам, что значительно улучшило качество медицинского обслуживания, закрепило медицинские кадры в селе.
В 1981 году центральную районную больницу возглавлял заслуженный врач Республики Хакасия, отличник здравоохранения Замяткин В.В. В районе было развернуто 290 коек, из которых родильных 20, терапевтических 60, хирургических 30, к 1984 году сданы в эксплуатацию типовой пищеблок, хирургический корпус на 60 коек, к 1987 году построены терапевтический корпус на 65 коек. В 1991 году впервые организованы койки патологии беременных, открыто ЛОР-отделение на 10 коек.
После заключения договоров с системой ОМС в 1997 году райбольницей осуществлено лицензирование на 43 вида медицинской деятельности. Проводится УЗИ диагностика, эндоскопические методы исследования,. внедрены стационарозамещающие технологии, впервые развернуто 57 коек дневного пребывания, круглосуточных 127.
2002 год — практикуется общая врачебная практика, впервые развернуто 8 коек при АПУ и 3 койки на дому. В настоящий момент общая численность медицинских работников составляет 284 человека, в том числе 42 врача, 165 средних медицинских работника и 77 младшего персонала. В составе районной больницы две поликлиники мощностью 250 посещений в смену, 7 койко-мест при АПУ, 3 участковые больницы мощностью 200 посещений в смену, 7 коек при АПУ; 2 амбулатории мощностью 80 посещений в смену и 3 койки при АПУ. В поликлинике оказывается неотложная и первичная медико-санитарная, специализированная помощь по следующим направлениям: терапия, хирургия, травматология, неврология, оториноларингология, офтальмология, наркология, психиатрия, инфекция, педиатрия, дерматовенерология, гинекология, фтизиатрия, стоматология.
Стационарная помощь рассчитана на 102 койки круглосуточного стационара, в том числе 25 коек в участковых больницах и 21 койка дневного стационара при стационаре.
В 2014 году в Новороссийской участковой больнице открыто межтерриториальное отделение паллиативной помощи на 10 коек круглосуточного стационара, где оказывается медико-психологическая помощь онкологическим больным 3-4 стадии заболевания, а также пациентам с тяжелыми последствиями ОНМК.

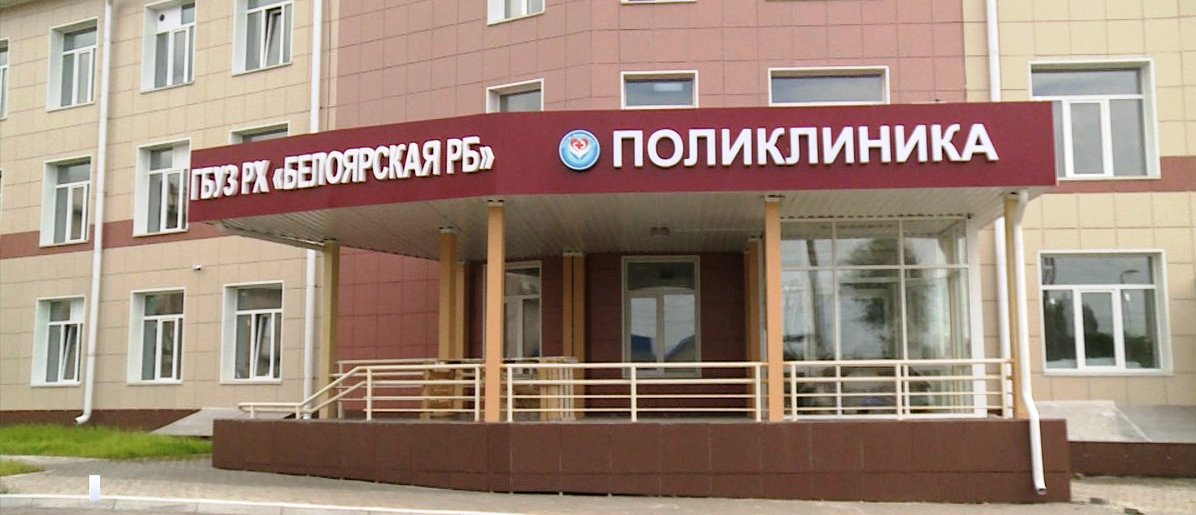
Районная поликлиника

в 2021 году открыто новое здание поликлиники в селе Белый Яр, рассчитанное на 350 посещений в смену. В здании  расположены детское отделение с отдельным входом, пандусом, игровой, комнатой кормления ребенка, помещением для временной стоянки детских колясок, кабинетами врачей, прививочным кабинетом, отдельной регистратурой, также кабинеты для приема инфекционных пациентов с отдельным входом. Кроме того, кабинеты хирургического, травматологического приемов, перевязочные, гипсовая и процедурные кабинеты, женская консультация, рентген-кабинет, кабинеты флюорографии, маммографии, эндоскопии, УЗИ, ЭКГ, ЭЭГ. Оказанием первичной медико-санитарной и первичной специализированной помощи в новых условиях будут заниматься 26 врачей по 16 специальностям и 42 средних медицинских работника.
В мае 2022 года дан старт строительству быстровозводимого здания лечебного корпуса. Блочно-модульный корпус с временным размещением больных новой коронавирусной инфекцией на 24 койки, возведённый по самым современным технологиям. 
В Марте 2023 года новый лечебный корпус был сдан в эксплуатацию.
В августе 2024 года было открыто Отделение реабилитационной помощи. Оно оснащено новейшим оборудованием и лечебной техникой, благодаря которой все желающие могут улучшить здоровье. В отделении есть залы для групповых занятий, кабинеты физиотерапии, эргореабилитации, рефлексотерапии, лазеротерапии и др. В нем будут проходить реабилитацию люди, получившие серьезные травмы, а также пациенты, перенесшие инсульт и ряд других серьезных заболеваний.
Строительство объекта осуществлялось в рамках региональной программы «Развитие здравоохранения Республики Хакасия». Общая стоимость строительства вместе с оборудованием превышает 240 млн рублей.
Возводился объект в две очереди. В первой очереди был построен современный стационар на 30 коек круглосуточного пребывания с централизованной подачей кислорода, процедурным кабинетом, тревожными кнопками для вызова медперсонала. В каждой палате предусмотрены отдельные санузлы.
Вторая очередь включает помещения для проведения физической реабилитации с тренажерами, массажной зоной, кабинетами физиотерапии, медицинского психолога, логопеда, лазеротерапии, лечебной физкультуры и т.д.

## Транспорт
По территории района проходят межмуниципальные автотрассы 95Н-011 Абакан — Саяногорск и 05Н-012 Белый Яр— Бея — Аскиз.

## Достопримечательности

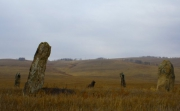
Изыхский Чаатас (курган, могильники)

Около посёлка Изыхские Копи расположен памятник историко-культурного наследия Изыхский чаатас (курган, могильники), в районе села Очуры находятся Ойская и Очурская каменные стелы.